# Yacine Bammou
Yacine Bammou (en árabe: ياسين بامو‎; Paris, Francia, 11 de septiembre de 1991) es un futbolista marroquí. Juega en la posición de delantero y su equipo es el Union de Touarga de la Liga de Fútbol de Marruecos.

## Carrera

### FC Evry e Inferiores del FC Nantes
Empezó su Carrera en el Fútbol amateur, en el Issy-les-Moulineaux y el AC Boulogne-Billancourt antes de fichar por el FC Evry y jugar en la CFA2, la quinta división francesa en la cual Yacine Bammou explotó como futbolista. Sus goles ayudaron a su equipo a mantener la categoría y despertaron el interés del Nantes. 
Los técnicos del Nantes le invitaron a pasar una prueba en mayo de 2013. "Yacine demostró muy buenas cualidades técnicas y tuvo unas excelentes evaluaciones físicas", explicaba Matthieu Bideau, jefe de los ojeadores de los canarios. Club y jugador llegaron a un acuerdo por un año, aunque el agente de Bammou fue hábil e incluyó una cláusula por la que el atacante pasaría a tener un contrato garantizado de tres años si jugaba cinco partidos como profesional. 
En invierno le cedieron al Vendée Luçon Football, de tercera división, y a su regreso está aprovechando las oportunidades que se le han ido apareciendo. En pretemporada marcó en tres de los partidos que jugó. Y Michel Der Zakarian, el técnico del primer equipo, apostó por él cuando se encontró que, una vez traspasado Filip Djordjevic, el teórico titular, Etey Shechter, no podía jugar la primera jornada de Liga.

## Selección nacional
Bammou disputó un total de 7 partidos entre 2015 y 2018, habiendo marcado un gol.

### Goles internacionales
| # | Fecha                   | Lugar                            | Oponente          | Gol | Resultado | Competición                                |
| - | ----------------------- | -------------------------------- | ----------------- | --- | --------- | ------------------------------------------ |
| 1 | 12 de noviembre de 2015 | Estadio Adrar, Agadir, Marruecos | Guinea Ecuatorial | 2–0 | 2–0       | Clasificación para la Copa Mundial de 2018 |

## Clubes
| Club                         | País      | Año       |
| ---------------------------- | --------- | --------- |
| F. C. Evry                   | Francia   | 2012-2013 |
| F. C. Nantes II              | Francia   | 2013-2014 |
| Vendée Luçon F. (cedido)     | Francia   | 2014      |
| F. C. Nantes                 | Francia   | 2014-2018 |
| S. M. Caen                   | Francia   | 2018-2021 |
| Alanyaspor (cedido)          | Turquía   | 2019-2020 |
| Ümraniyespor                 | Turquía   | 2021-2022 |
| Al-Shamal S. C.              | Catar     | 2022-2023 |
| A. C. Ajaccio                | Francia   | 2023      |
| Guangxi Pingguo Haliao F. C. | China     | 2024      |
| U. S. L. Dunkerque           | Francia   | 2024-2025 |
| Union de Touarga             | Marruecos | 2025-     |